# Conrad de Basse-Lotharingie
Conrad, né le 12 février 1074 à l'abbaye d'Hersfeld et mort le 27 juillet 1101 à Florence, est un prince de la dynastie franconienne, fils de l'empereur Henri IV et de Berthe de Turin. Il est duc de Basse-Lotharingie de 1076 à 1087 puis roi des Romains de 1087 et roi d'Italie de 1093 jusqu'à sa déposition en 1098. 

## Biographie
Né à Hersfeld en Hesse, Conrad est le deuxième fils de Henri IV (1050-1106), roi des Romains, et de son épouse Berthe de Turin (1051-1087), fille du comte Othon Ier de Savoie Un frère aîné est mort peu après la naissance en 1071. Son père, confronté à la révolte des Saxons, se retire aux pays franconiens où il réorganise ses troupes.

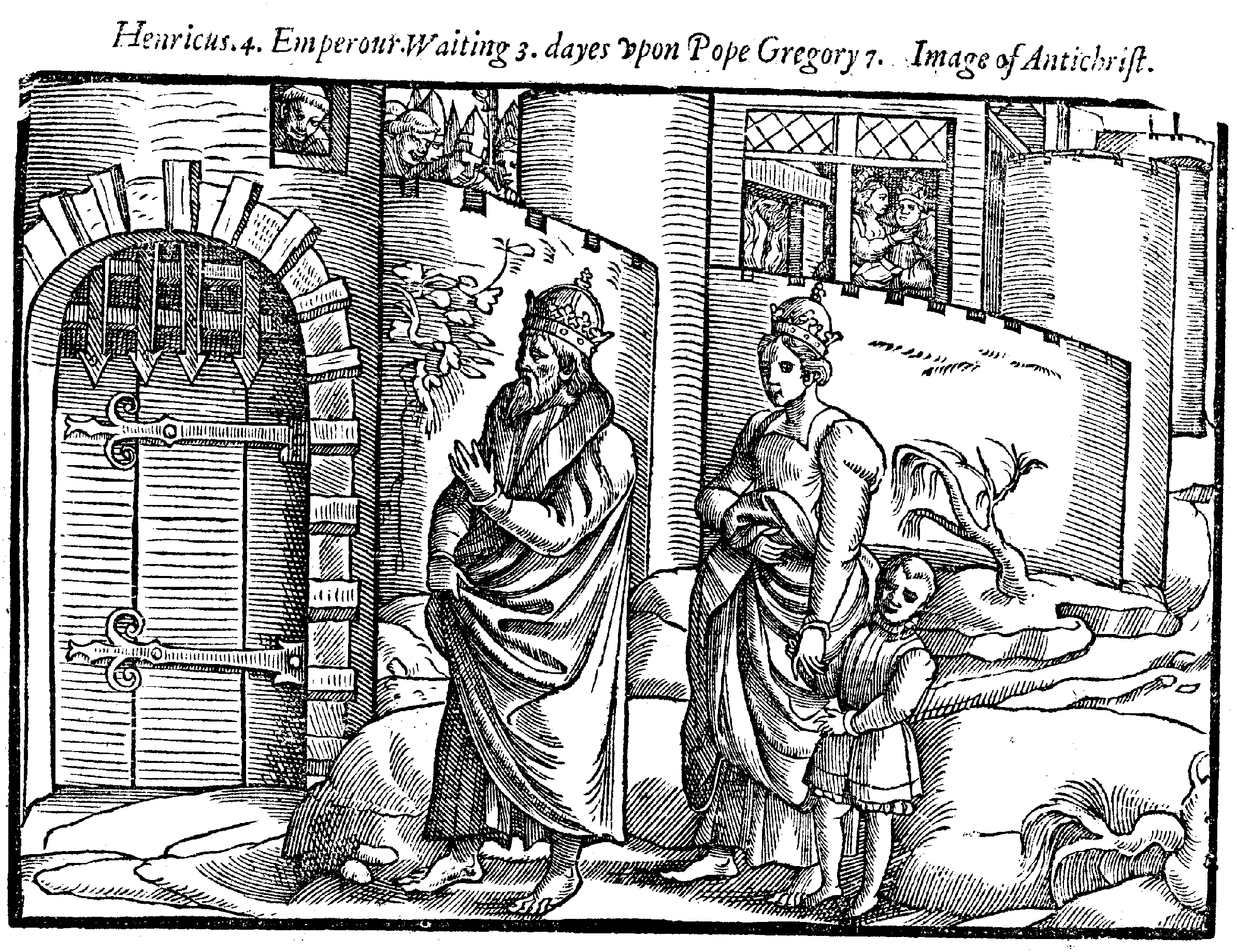
Henri et sa famille à Canossa, du Livre des Martyrs de John Foxe (1583).

À l'âge de deux ans déjà, Conrad est reconnu comme successeur de son père. Henri IV lui donne en apanage le duché de Basse-Lotharingie et le marquisat de Turin. Le duché a été récupéré par le roi à la mort du duc Godefroy le Bossu au détriment de l'héritier de ce dernier, Godefroy de Bouillon. La régence du duché est confiée au comte Albert III de Namur qui est nommé vice-duc. Cette même année 1076, Conrad accompagna son père à la pénitence de Canossa. Il est laissé aux soins de Théodbald de Castiglione, archevêque de Milan et reste en Italie. 
En 1087, il fut élu roi des Romains et couronné le 30 mai à la chapelle palatine d'Aix-la-Chapelle, ce qui fit officiellement de lui l'héritier de l'Empire. La Basse Lotharingie fut rendue en fief à Godefroy de Bouillon qui est resté loyal à la dynastie franconienne.
Sous l'influence de la margravine Mathilde de Toscane, partant de la querelle des Investitures, il se rallie au camp pontifical et s'oppose à son père. L'archevêque de Milan Anselme de Rhaude le couronne roi d'Italie en 1093. Après le concile de Plaisance, en 1095, le pape Urbain II promet à Conrad de le couronner empereur et, avec l'aide de Mathilde, il négocie son mariage avec Constance, une fille du comte Roger Ier de Sicile, célébré fastueusement à Pise.
Son père contre-attaque à la Diète de Mayence en avril 1098 en le déposant et en désignant comme héritier son fils cadet Henri V. À partir de cette date, l'influence de Conrad en Italie diminue : pratiquement abandonné par la margravine Mathilde, il vit dans le petit château de Borgo Santo Donnino (l'actuelle Fidenza) et meurt à Florence de la malaria en 1101, "méprisé de ceux-même qui avaient suscité sa révolte et qui en avaient profité".
Son tombeau se trouve dans l'église Santa Reparata, à l'emplacement actuel de la cathédrale Santa Maria del Fiore de Florence.

## Source
- KONRAD, deutscher König (1087-1098), Herzog von Nieder-Lothringen (1076-1087), Markgraf von Turin.